# Nicola Fausto Neroni
Nicola Fausto Neroni (Roma, 12 dicembre 1896 – Roma, 6 agosto 1974) è stato un regista, sceneggiatore e direttore del doppiaggio italiano.
Come regista e sceneggiatore fu attivo dagli anni '20 agli anni '40. Socio fondatore della C.D.C., lavorò a lungo come direttore di doppiaggio occupandosi delle pellicole prodotte dalla Warner Brothers, come Casablanca .

## Filmografia

### Regista
- Non vendo mia figlia! (1920)
- La cugina d'Alcantara (1923)
- Maratona (1930)
- Terra d'incanti (1930)
- Venere (1932)
- Una notte dopo l'opera (1942)

### Sceneggiatore
- Maratona, regia di Nicola Fausto Neroni (1929)
- Abbasso la miseria!, regia di Gennaro Righelli (1945)
- La carne e l'anima, regia di Vladimir Striževskij (1945) autore dei dialoghi
- Abbasso la ricchezza!, regia di Gennaro Righelli (1946)

### Aiuto regista
- Abbasso la miseria!, regia di Gennaro Righelli (1945)

## Opere

### Teatro
- Malaterra: tragedia della palude, un prologo sonoro e tre atti, Roma, Superstampa, 1938
- Gialletto, ma non troppo, un atto, 1955
- Il sangue degli altri, dramma in tre atti e un quadro, Milano, Convivio letterario, 1965

### Letteratura
- Tempo perso, poesie e canzoni romane, Roma, Ferretti, 1964
- Le cose parlano...: ricordi e racconti, Roma, SAET, 1965
- Difendo Nerone: 50 sonetti romani, Roma, De Angelis & Pinelli, 1969